# Wasanbon

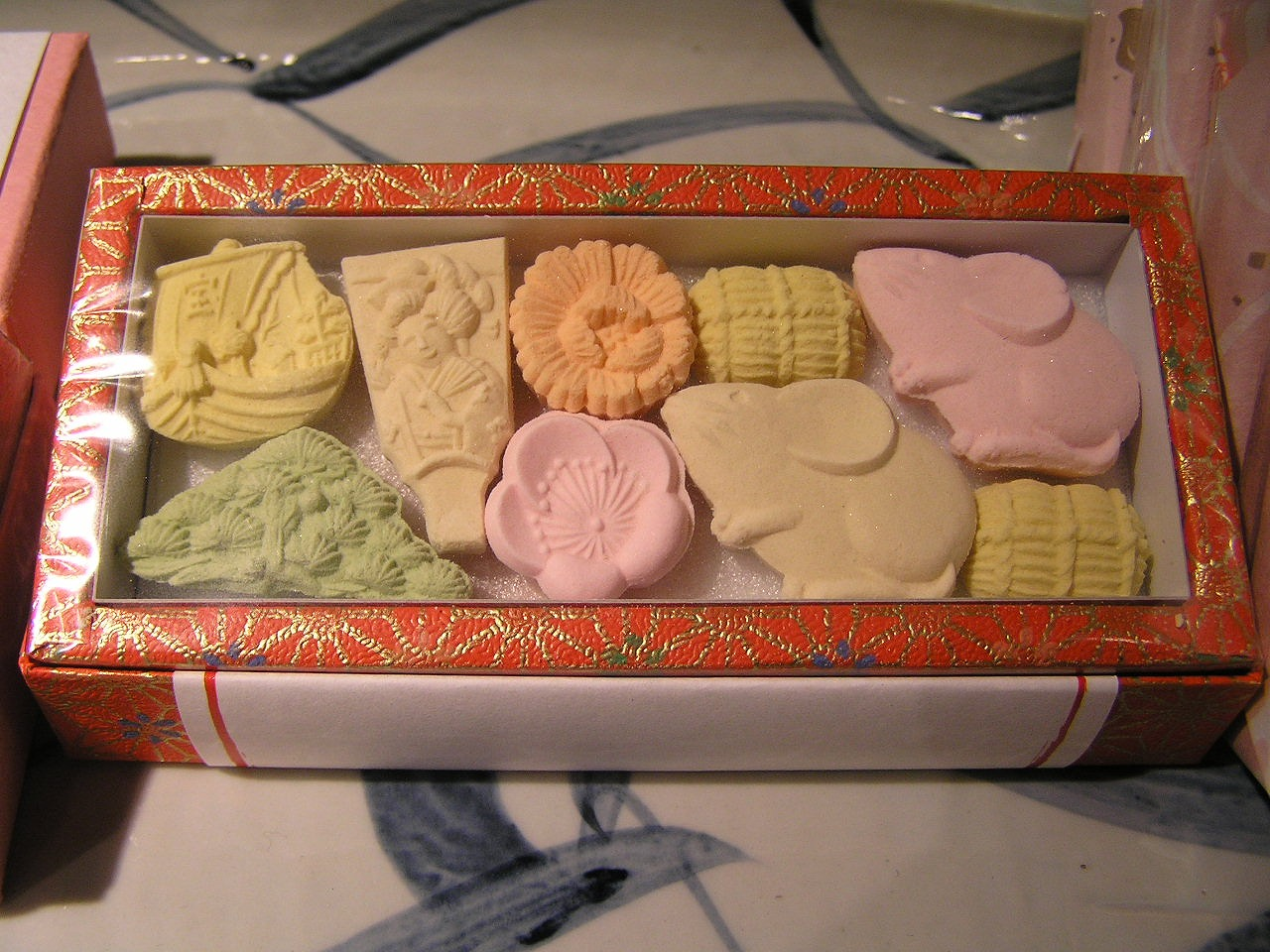
El wasanbon es el azúcar favorito para los dulces japoneses (wagashi).

El wasanbon (和三盆?) es un azúcar fino japonés, fabricado tradicionalmente en las prefecturas de Tokushima y Kagawa (Shikoku). Se usa a menudo para elaborar dulces japoneses (wagashi). Se hace a partir de cañas de azúcar finas cultivadas localmente en Shikoku, que reciben el nombre de taketō (竹糖) o chikusha (竹蔗).